# インドの華人

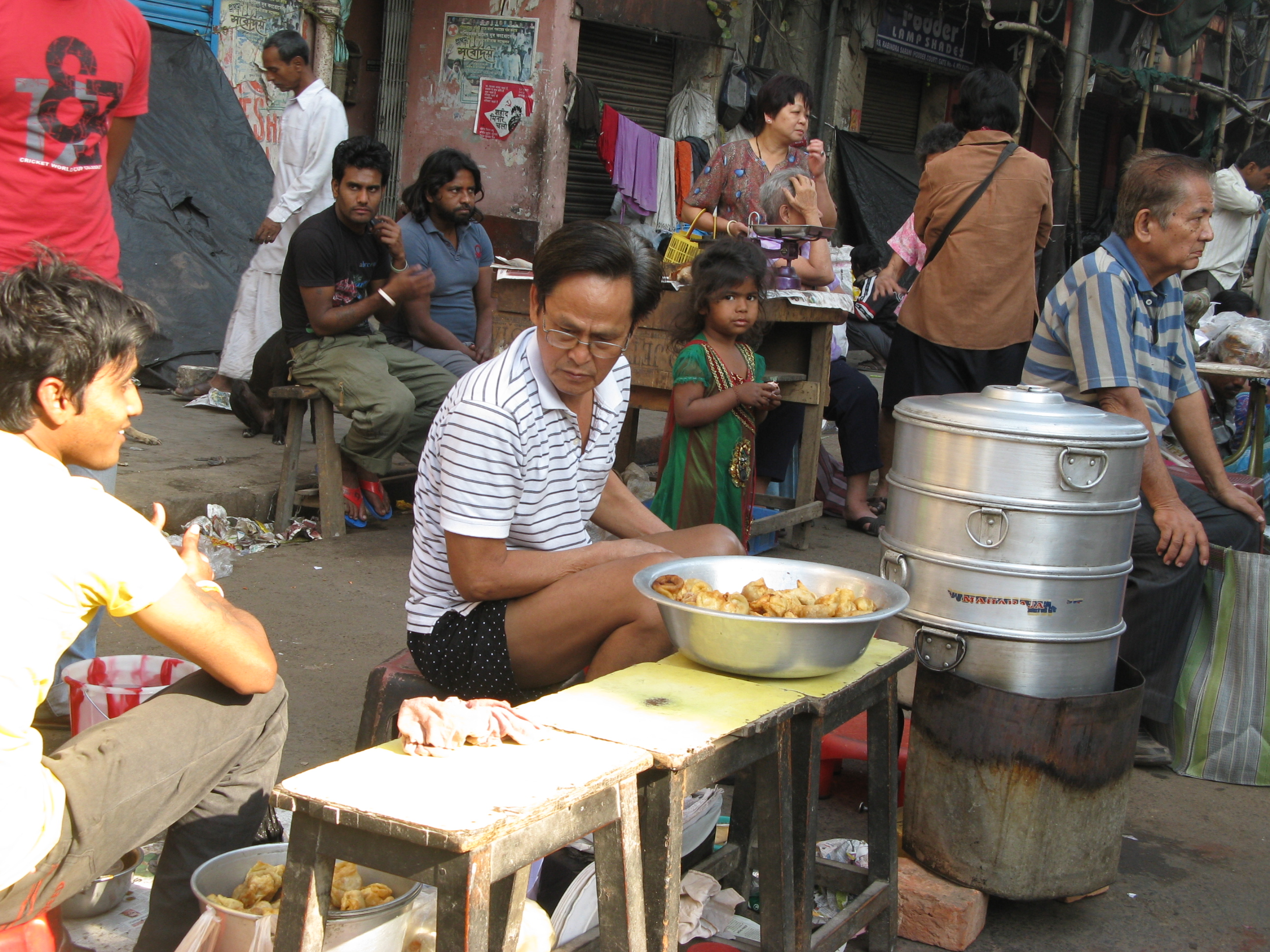
コルカタのチャイナタウンの人々

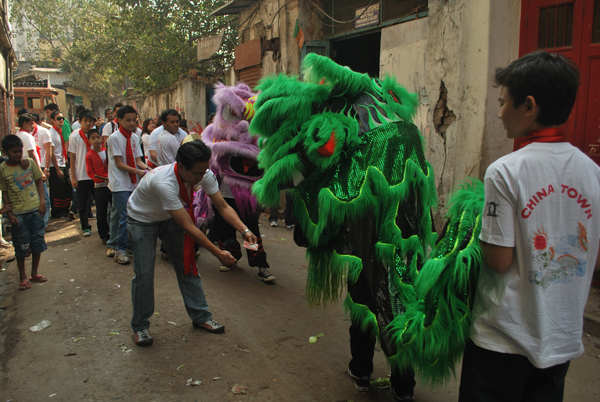
コルカタのチャイナタウンの祭り

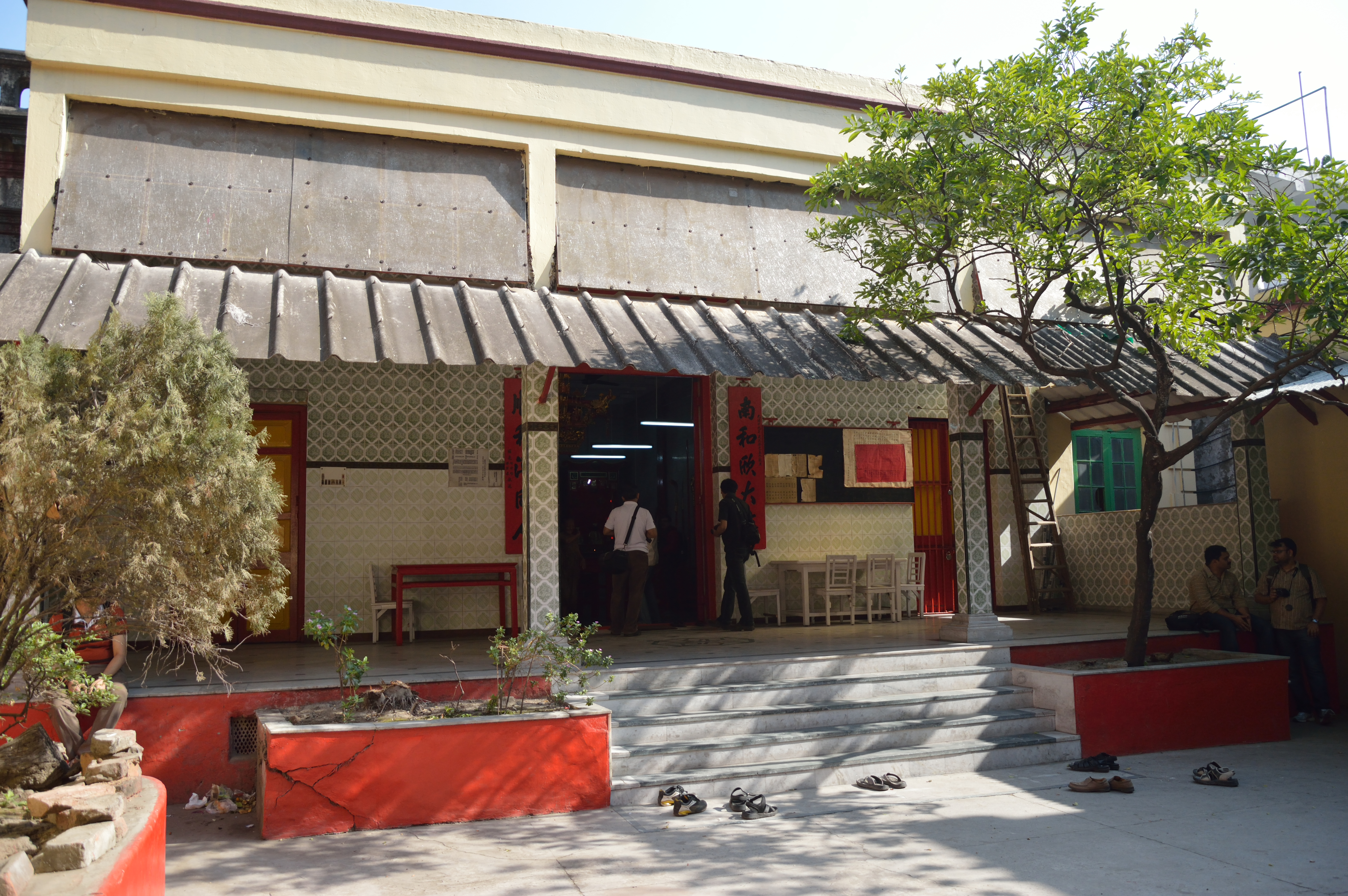
コルカタのチャイナタウンにある会館

インドの華人（インドのかじん）では、インドの華僑・華人（中国系インド人）について述べる。

## 概況
インドの人口約13億人のうち、約2万人が漢族の華人である。とくに広東を祖籍とする客家人が最大多数を占める。また北部を中心に、10万人以上のチベット族が住んでいる。
コルカタはインドで唯一チャイナタウンを有する都市であり、市街地の「ティレッタ・バザール地区」と郊外の「タングラ地区」の2つがある。
チャイナタウンの華人は商工業者が多い。とくに、インドで希少な入歯師や、ヒンドゥー教徒との競合が少ない皮革業者や革靴の製靴業者が多かったが、1990年代以降、コルカタ市の環境規制により皮革業の規制が強まると、多くが中華料理店に転業した。
インドの華人にまつわる文化に、「インド中華」（インド料理化した中華料理）がある。

## 歴史
インドの華人コミュニティの歴史は、1770年代、英国東インド会社により国際都市となったコルカタに、広東から移住した商人に始まる。以降コルカタやムンバイに、商工業者が経済的機会を求めて移住した。20世紀に入ると、中国内の政情不安や、第二次大戦中の日本軍の東南アジア侵攻によるミャンマー華人の難民化などにより、華人が増加した。1949年に中華人民共和国が成立すると、共産化からの難民も加わり、華人人口は約3万人に達した。
しかし1950年代後半から、チベット動乱や国境問題により中印関係が悪化し、1962年に中印国境紛争が勃発すると、華人は国外追放や移動制限、解雇を強制され、2千人以上が西部ラジャスタン州の収容キャンプに拘留された（在印華人の強制収容）。以降、華人の多くがインドを離れ、中国に帰住したり他国に再移住したりした。とくにカナダの華人の客家約2万人の多くがインド出身と言われる。 
20世紀末から21世紀には、中印関係は相変わらず悪いものの、1988年のラジーヴ・ガンディー訪中をはじめ関係回復の兆候がある。そのような背景のもと、チャイナタウンの観光地化などが進んでいるが、コミュニティの縮小傾向は続いている。

## 著名人
- ネルソン・ワン（英語版） - インド中華における「マンチュリアン」の考案者[10]。